# 通天眼
是一部2016年美國科幻片，為傑夫·尼可拉斯執導。由麥可·夏儂、克莉斯汀·鄧斯特、亞當·崔佛和喬爾·埃哲頓主演。本片為尼可拉斯的第四部長片。
由華納兄弟負責發行，美國於2016年3月18日在美國上映。本片在2016年2月12日的第66屆柏林影展上作為競賽影片之一。

## 劇情
故事敘述羅伊的8歲大兒子亞頓天生擁有某種特殊能力，為了保護自己的不被極端教派獵殺兒子而四處奔波，加上亞頓的能力似乎會對世界造成影響，由於男孩的超能力，被農莊的人視為救世主，而國安局的人認為他是個武器。
就在雙方追逐之下，男孩亞頓勇敢地突破過去家人為他的保護，回到他真正屬於的地方....。

## 演員
- 麥可·夏儂 飾 羅伊·湯姆林（Roy Tomlin）
- 喬爾·埃哲頓 飾 盧卡斯（Lucas）
- 克莉斯汀·鄧斯特 飾 莎拉（Sarah）
- 傑登·里柏赫 飾 亞頓·梅耶（Alton Meyer）
- 亞當·崔佛 飾 保羅·賽維爾（Paul Sevier）[6]
- 山姆·謝普 飾 卡爾文·邁耶（Calvin Meyer）
- 保羅·斯帕克斯 飾 米勒探員（Agent Miller）
- 史考特·荷茲 飾 李維（Levi）

## 發行
華納兄弟原本將電影定於2015年11月25日上映，但在2015年7月時，就將日期延後至2016年3月18日。

## 評價
爛番茄新鮮度84%，基於194條評論，平均分為7.3/10，而在Metacritic上得到76分，代表「普遍好評」，IMDB上得6.7分，好評居多。

## 外部連結
- 互联网电影数据库（IMDb）上《通天眼》的资料（英文）
- Box Office Mojo上《通天眼》的資料（英文）
- 爛番茄上《通天眼》的資料（英文）
- Metacritic上《通天眼》的資料（英文）
- 通天眼的X（前Twitter）